# Kristián Bari
Kristián Bari (ur. 6 lutego 2001 w Fiľakovie) – słowacki piłkarz grający na pozycji lewego obrońcy w klubie MŠK Žilina.

## Kariera juniorska
Bari grał jako junior w FTC Fiľakovo (do 2017) i w DAC 1904 Dunajská Streda (2017–2019).

## Kariera seniorska

### FC ŠTK 1914 Šamorín
Bari grał na wypożyczeniu w FC ŠTK 1914 Šamorín od 28 września 2019 do 19 października 2019. Wystąpił dla nich w jednym meczu. Było to spotkanie rozegrane 29 września 2019 przeciwko rezerwom Slovana Bratysława (3:0).

### DAC 1904 Dunajská Streda
Bari był zawodnikiem pierwszej drużyny DAC 1904 Dunajská Streda od 19 października 2019 do 18 lipca 2020. Nie zadebiutował jednak w jej barwach.

### MŠK Žilina
Bari przeszedł do MŠK Žilina 18 lipca 2020. Debiut dla nich zaliczył 30 września 2020 w spotkaniu Pucharu Słowacji z TJ Tatran Oravské Veselé (1:1 k. 5:4), zdobył wtedy też swoją pierwszą bramkę.
W latach 2020–2024 Bari grał w rezerwach MŠK Žilina. W ich barwach wystąpił 30 razy i zdobył 4 bramki.

## Kariera reprezentacyjna

### Młodzieżowe reprezentacje Słowacji
W 2018 Bari rozegrał jeden mecz w reprezentacji Słowacji U-17. W 2019 dwukrotnie zagrał w kadrze Słowacji U-18 i 6 razy w reprezentacji Słowacji U-19.

## Statystyki

### Klubowe
(aktualne na dzień 5 lipca 2025)
| Klub                | Sezon              | Liga               | Liga  | Liga   | Puchar kraju | Puchar kraju | Europa | Europa | Suma  | Suma   |
| Klub                | Sezon              | Liga               | Mecze | Bramki | Mecze        | Bramki       | Mecze  | Bramki | Mecze | Bramki |
| ------------------- | ------------------ | ------------------ | ----- | ------ | ------------ | ------------ | ------ | ------ | ----- | ------ |
| FC ŠTK 1914 Šamorín | 2019/20            | II liga słowacka   | 1     | 0      | 0            | 0            | –      | –      | 1     | 0      |
| FC ŠTK 1914 Šamorín | Ogólnie            | Ogólnie            | 1     | 0      | 0            | 0            | 0      | 0      | 1     | 0      |
| MŠK Žilina II       | 2020/21            | II liga słowacka   | 9     | 0      | 0            | 0            | –      | –      | 9     | 0      |
| MŠK Žilina II       | 2021/22            | II liga słowacka   | 18    | 2      | 0            | 0            | –      | –      | 18    | 2      |
| MŠK Žilina II       | 2022/23            | II liga słowacka   | 1     | 1      | 0            | 0            | –      | –      | 1     | 1      |
| MŠK Žilina II       | 2023/24            | II liga słowacka   | 1     | 0      | 0            | 0            | –      | –      | 1     | 0      |
| MŠK Žilina II       | 2024/25            | II liga słowacka   | 1     | 1      | 0            | 0            | –      | –      | 1     | 1      |
| MŠK Žilina II       | Ogólnie            | Ogólnie            | 30    | 4      | 0            | 0            | 0      | 0      | 30    | 4      |
| MŠK Žilina          | 2020/21            | I liga słowacka    | 0     | 0      | 1            | 0            | –      | –      | 1     | 0      |
| MŠK Žilina          | 2021/22            | I liga słowacka    | 1     | 0      | 0            | 0            | –      | –      | 1     | 0      |
| MŠK Žilina          | 2022/23            | I liga słowacka    | 32    | 3      | 3            | 0            | –      | –      | 35    | 3      |
| MŠK Žilina          | 2023/24            | I liga słowacka    | 27    | 0      | 3            | 0            | 4      | 1      | 34    | 1      |
| MŠK Žilina          | 2024/25            | I liga słowacka    | 31    | 2      | 3            | 0            | –      | –      | 34    | 2      |
| MŠK Žilina          | 2025/26            | I liga słowacka    | 0     | 0      | 0            | 0            | 0      | 0      | 0     | 0      |
| MŠK Žilina          | Ogólnie            | Ogólnie            | 91    | 5      | 10           | 0            | 4      | 1      | 105   | 7      |
| Ogólnie w karierze  | Ogólnie w karierze | Ogólnie w karierze | 122   | 9      | 10           | 0            | 4      | 1      | 136   | 10     |

### Reprezentacyjne
(aktualne na dzień 5 lipca 2025)
| Reprezentacja      | Rok                | Mecze | Bramki |
| ------------------ | ------------------ | ----- | ------ |
| Słowacja U-17      | 2018               | 1     | 0      |
| Ogólnie            | Ogólnie            | 1     | 0      |
| Słowacja U-18      | 2019               | 2     | 0      |
| Ogólnie            | Ogólnie            | 2     | 0      |
| Słowacja U-19      | 2019               | 6     | 0      |
| Ogólnie            | Ogólnie            | 6     | 0      |
| Ogólnie w karierze | Ogólnie w karierze | 9     | 0      |